# Лахманн, Ренате
Ренате Лахманн (нем.  Renate Lachmann; род. 4 февраля 1936, Берлин) — немецкий филолог, историк культуры.

## Биография
Изучала славистику и историю Восточной Европы в университетах Кёльна и Берлина. В 1961 защитила в Кёльнском университете диссертацию о творчестве И.Джурджевича и славянском барокко. С 1969 по 1978 возглавляла кафедру славистики Рурского университета (Бохум). С 1978 — профессор всеобщей и славянской литературы в Констанцском университете. Вышла в отставку в 2001.
С 1984 принимала участие в работе исследовательской группы «Поэтика и герменевтика». Читала лекции в Йеле, Тель-Авиве, Стокгольме, Праге, Москве.

## Научные интересы
Специалист по эпохе барокко, исследованиям риторики и фантастики.

## Книги
- Ignjat Dordic. Eine stilistische Untersuchung zum slavischen Barock (1964)
- Gedächtnis und Literatur. Intertextualität in der russischen Moderne (1990)
- Die Zerstörung der schönen Rede. Rhetorische Tradition und Konzepte des Poetischen (1994)
- Erzählte Phantastik. Zu Geschichte und Semantik des Phantastischen in der Literatur (2002)

## Издания на русском языке
- Демонтаж красноречия. Риторическая традиция и понятие поэтического. СПб.: Академический проект, 2001
- Дискурсы фантастического. М.: Новое литературное обозрение, 2009
- Лагерь и литература: Свидетельства о ГУЛАГе / Пер. с нем. Н. Ставрогиной. — М.: Новое литературное обозрение, 2024. — 584 с.

## Признание
Действительный член Гейдельбергской академии наук по философско-историческому отделению (с 1994).